# Coruripe (kommun)
Coruripe är en kommun i Brasilien.   Den ligger i delstaten Alagoas, i den östra delen av landet, 1 400 km nordost om huvudstaden Brasília. Antalet invånare är 52 160.
Följande samhällen finns i Coruripe:
- Coruripe

Trakten runt Coruripe består till största delen av jordbruksmark. Runt Coruripe är det ganska tätbefolkat, med 72 invånare per kvadratkilometer.